# Shook Ones, Part II
Shook Ones, Part II ist ein Lied des US-amerikanischen Hip-Hop-Duos Mobb Deep. Der Song wurde am 3. Februar 1995 als erste Single aus ihrem zweiten Studioalbum The Infamous veröffentlicht, machte die Gruppe in ihrem Heimatland bekannt und gilt heute als Klassiker des Gangsta-Raps.

## Inhalt
Shook Ones, Part II handelt von Möchtegern-Gangstern, die vorgeben, hart und kriminell zu sein, aber dies in Wirklichkeit nur vortäuschen und eine Rolle spielen. Prodigy und Havoc rappen jeweils aus der Perspektive des lyrischen Ichs über das Leben in Queensbridge, das von Gewalt, Waffen und Kriminalität geprägt ist. Dabei schlagen sie verschiedene Feinde in die Flucht, die ihre Gefährlichkeit nur vortäuschen. Der Ausdruck „Shook One“ bezieht sich auf jemanden, der sich als hart darstellt, aber bei Konflikten oder Einschüchterungen die Nerven verliert.
| Liedteil   | Künstler       |
| Intro      | Prodigy, Havoc |
| 1. Strophe | Prodigy        |
| Refrain    | Prodigy, Havoc |
| 2. Strophe | Havoc          |

“There’s numerous ways you can choose to earn funds

So some get shot, locked down, and turn nuns

Cowardly hearts and straight up shook ones, shook ones

He ain’t a crook, son, he’s just a shook one”

## Produktion
Das Lied wurde von Mobb Deep selbst produziert, wobei Prodigy und Havoc auch als Autoren fungierten. Für die markante Musik verwendeten sie Samples ihres eigenen Songs Shook Ones sowie der Stücke Jessica von Herbie Hancock, Kitty with the Bent Frame von Quincy Jones und Dirty Feet von der Daly-Wilson Big Band. Mitunter wird die Musik zu den besten Hip-Hop-Beats der Geschichte gezählt.

## Musikvideo
Bei dem zu Shook Ones, Part II in Queensbridge gedrehten Musikvideo führte Froi Cuenta Regie. Es verzeichnet auf YouTube über 261 Millionen Aufrufe (Stand: August 2024). Das Video zeigt Prodigy und Havoc, die den Song in der Stadt tagsüber und nachts rappen, wobei sie meist von Leuten aus ihrer Crew umgeben sind. In einigen Szenen fährt Prodigy mit einem Auto durch die Straßen, während er den Song rappt. Zudem sind ein nachgestellter Überfall und flüchtende Menschen zu sehen. Am Ende kommt es zu einer verbalen Streitigkeit zwischen Prodigy und weiteren jungen Männern in einer Wohnung.

## Single

### Covergestaltung
Das Singlecover ist schlicht gehalten und zeigt die roten Schriftzüge The Infamous…, Mobb Deep, “Shook Ones” und Part II auf lila Hintergrund.

### Titelliste
1. Shook Ones, Part II (LP Version) – 4:27
2. Shook Ones, Part II (Instrumental) – 4:41
3. Shook Ones, Part II (A Cappella) – 3:49
4. Shook Ones, Part I (Original Version) – 4:13
5. Shook Ones, Part I (Instrumental) – 4:13

### Chartplatzierungen
Shook Ones, Part II stieg am 25. Februar 1995 in die US-amerikanischen Singlecharts ein und erreichte am 18. März 1995 mit Rang 59 die beste Platzierung. Insgesamt war es zehn Wochen in den Top 100 vertreten.
| ChartsChartplatzierungen       | Höchstplatzierung | Wochen |
| ------------------------------ | ----------------- | ------ |
| Vereinigte Staaten (Billboard) | 59 (10 Wo.)       | 10     |

### Auszeichnungen für Musikverkäufe
Der Song erhielt im Jahr 2023 im Vereinigten Königreich für mehr als 600.000 verkaufte Einheiten eine Platin-Schallplatte. 2024 wurde er in Deutschland für über 300.000 Verkäufe mit Gold ausgezeichnet.

| Land/Region                  | Auszeichnungen für Musikverkäufe (Land/Region, Auszeichnung, Verkäufe) | Verkäufe  |
| ---------------------------- | ---------------------------------------------------------------------- | --------- |
| Dänemark (IFPI)              | Gold                                                                   | 45.000    |
| Deutschland (BVMI)           | Gold                                                                   | 300.000   |
| Italien (FIMI)               | Gold                                                                   | 50.000    |
| Neuseeland (RMNZ)            | 2× Platin                                                              | 60.000    |
| Vereinigtes Königreich (BPI) | Platin                                                                 | 600.000   |
| Insgesamt                    | 3× Gold · 3× Platin ·                                                  | 1.055.000 |

## 8 Mile
Im Hip-Hop-Film 8 Mile aus dem Jahr 2002, bei dem der Rapper Eminem die Hauptrolle spielt, ist Shook Ones, Part II am Anfang und am Ende in Schlüsselszenen während zwei Rap-Battles zu hören. Dabei zitiert Eminem in seiner Rolle als B-Rabbit auch die Zeile „Ain’t no such things as halfway crooks“. Der Song ist zudem auf dem zugehörigen Soundtrack More Music from 8 Mile enthalten.